# Zdeněk Miler
Zdeněk Miler (Kladno, 21 de fevereiro de 1921 -  Nová Ves pod Pleší, 30 de novembro de 2011) foi um cartunista e ilustrador theco.
Conhecido por ter criado, em 1956, o personagem Mole (Krtek ou Krteček na língua original), uma toupeira de desenhos infantis. Com este personagem, Miler vendeu seus livros em mais de 20 idiomas.